# 4256 Kagamigawa
4256 Kagamigawa este un asteroid din centura principală, descoperit pe 3 octombrie 1986 de Tsutomu Seki.